# Pabellón Santa María
 (mars 2025).
Si vous disposez d'ouvrages ou d'articles de référence ou si vous connaissez des sites web de qualité traitant du thème abordé ici, merci de compléter l'article en donnant les références utiles à sa vérifiabilité et en les liant à la section « Notes et références ».
Le Pabellón Santa María est une salle omnisports d'une capacité de 2000 places places qui est basée à Ciudad Real, Castille-La Manche, Espagne. Elle a notamment accueilli les matchs du club de handball de BM Ciudad Real jusqu'en 2003, année de l'ouverture de la Quijote Arena.

## Histoire
- ? : ouverture
- du 24 au 31 mai 1996 : organisation du Championnat d'Europe masculin de handball 1996, dont la demi-finale qui voit l'Espagne se qualifier pour la finale face à la RF Yougoslavie.
- 18 avril 1999 : finale retour de la Coupe des Villes masculine de handball 1998-1999 entre le BM Ciudad Real et le club allemand du SG Flensburg-Handewitt
- 20 avril 2002 : finale aller de la Coupe d'Europe des vainqueurs de coupe masculine de handball 2001-2002 entre le BM Ciudad Real et le club allemand du SG Flensburg-Handewitt
- 26 avril 2003 : finale aller de la Coupe d'Europe des vainqueurs de coupe masculine de handball 2002-2003 entre le BM Ciudad Real et le club suédois du Redbergslids IK